# Любачівщина

Любачівщина

Любачівщина — українська етнічна територія в складі Республіки Польща, на якій здавна проживали українці. Походить від назви однойменного повіту. Історичним центром вважається місто Любачів. Територія входила до складу Королівства Галичини та Володимирії а також Львівського воєводства (ІІ Річ Посполита). Від 1939 року входила до складу Любачівського району Львівської області УРСР.
За даними Володимира Кубійовича, до початку Другої світової війни в Любачівському повіті проживало 93 200 мешканців, з них 49 560 українців — греко-католиків (53,17 %), 13 555 українців — римо-католиків (14,54 %), 20 265 поляків (21,74 %), 240 польських колоністів міжвоєнного періоду (0,26 %) і 9235 євреїв (9,91 %).
На сьогодні Любачівський повіт перебуває в складі Підкарпатського воєводства Республіки Польща.

## Виселення
Друга світова війна добігала кінця. Польська політична еліта ставила питання щодо відновлення польської держави й переживала щодо її кордонів. Питання було вирішене на Тегеранській конференції 1943 року, де Йосипом Сталіним було погоджено встановлення радянсько-польського кордону вздовж так званої «лінії Керзона». Польський комітет національного визволення (ПКНВ), фактично маріонетковий польський уряд, сформований у Москві, спішив закріпити здобуті домовленості. У Москві 27 липня 1944 р. підписано угоду між ПКНВ та урядом СРСР про польсько-радянський кордон. Не відкладаючи вирішення цієї справи, 9 вересня 1944 р. в Люблині голова Ради народних комісарів УРСР Микита Хрущов і керівник ПКНВ Едвард Осубка-Моравський підписали «Угоду про евакуацію українського населення з території Польщі і польських громадян з території України».

### 1944—1946
У Любачівському повіті переселенська комісія складалася з 23 працівників, повітовим уповноваженим з переселення в Любачівському повіті від УРСР призначено Петра Сазоновича Пелипая. При переселенській комісії перебував військовий підрозділ НКВС для охорони членів комісії. За час роботи переселенської комісії особовий склад з різних причин змінювався, на її штатних посадах пропрацювали 43 особи.
Завданням переселенської комісії було виявляти українців, охочих на виїзд до УРСР, збирати їхні заяви, узгоджувати питання переселення з польською стороною. Члени переселенської комісії їздили селами повіту, переписували українське населення, аґітуючи селян за виїзд. Розповідали про переваги колгоспного ладу, про вільне й заможне життя в Союзі. При цьому стверджували, що переселення є добровільним, але й обов'язковим, а тому рекомендують усім українцям подавати заяви про згоду.
З польської сторони уповноваженим з переселення в Любачівському повіті призначено Зиґмунда Баденчика, а його заступником — Владислава Балуха.
Початковий етап виселення, який розпочався 15 жовтня 1944 р., виявив, що українські селяни не бажають покидати рідну землю і їхати в Союз. Восени 1944 р. Любачівці, як свідчать звіти переселенської комісії, подали 569 заяв з 48 тисяч українців. У різних повітах і селах надходження заяв було неоднаковим, а на початок 1945 р. подання заяв майже припинилося. На 10 листопада 1944 р. на виселення до УРСР приготовлено тільки 122 господарства з 10201. Причиною того стану було не тільки небажання селян покидати рідну землю, але і невпинна аґітація ОУН та УПА, щоб залишитися на рідній землі, оборонна діяльність УПА.
На 10 серпня 1945 р. на Любачівщині були подані на виїзд 4134 заяви, евакуйовано 2146 родин. До евакуації залишилося ще 8055 господарств, 38929 осіб. На жовтень 1945 р. з Любачівщини відправлено до УРСР три транспорти з переселенцями.
Від початку переселення його хід був неоднаковим. Якщо перші місяці виселення від листопада 1944 р. були мізерними, то зі збільшенням тиску польської влади на українців (акції Війська польського (ВП), Громадянської міліції, Управління безпеки (УБ)) кількість виселених збільшувалася. У жовтні й листопаді 1944 р. виселено 3278 сімей, 12911 осіб, а у квітні 1945 р. — 9317 сімей, 26541 особа. Особливо інтенсивність виселення зросла у червні. А далі знизилася до 1 тисячі в січні 1946 р. і досягла свого апогею у травні 1946 р. — 14770 родин, 62655 осіб, і майже припинилася від липня того ж року.
В Любачівському повіті інтенсивність виселення теж змінювалася. Якщо 1944 р. майже не було виселення, а до листопада 1945 р. депортовано 2154 родини, 8524 особи, то у травні 1946 р. вже були вивезені 2631 родина, 11079 осіб. Загалом із Любачівського повіту до УРСР виселено 9951 родину, 43172 особи, що становило 97 % від запланованого. Кількість виселених збільшилася з активізацією діяльності ВП.
Щоб прискорити виселення, польський уряд прислав на Любачівщину 25 березня 1946 р. 6-ту дивізія піхоти ВП і 9-ту дивізію піхоти (9 ДП ВП), жовніри якої планомірно село за селом виганяли селян із хат.
Схема виселення була простою: до села приїжджало польське військо, і селянам наказували: «Ви маєте за дві години зібратися і виїхати! Щоб за дві години і духу вашого тут не було!». Тих мешканців, які, побачивши жовнірів, тікали до лісу, обстрілювали з усіх видів зброї. Коли селяни, передчуваючи наліт війська, почали вдосвіта, ще за темноти, тікати до лісу, то військо почало робити облави, і затриманих селян гнали на залізничну станцію, звідки мали відправляти до УРСР.
Повільно кількість українців на Любачівщині зменшувалася, хоч УПА підривала залізничні мости, нищила залізничні колії. Незважаючи на те, що залізнична гілка Любачів — Рава-Руська не діяла, виселення не припинялося з використанням транспортування через Ярослав, Перемишль, Медику — Шегині, Львів.
Вигнані на залізничні станції люди тижнями чекали на вагони. Інколи, проводячи свої акції, УПА звільняла зібраних тут селян, і ті поверталися до своїх домівок.
Як подано у звітах, для вивезення українців з Любачівського повіту використано 3240 вагонів, що становить у середньому по 2,5 родини або 10,4 особи на вагон. Але насправді вагонів не вистачало. УПА гальмувала переселення, паралізувала залізничний і шосейний рух, вела активні дії опору. Відомо, що були спалені 11 залізничних станцій, підірвано 29 залізничних мостів, а також — 50 мостів на шосейних дорогах. Спалено і підірвано 194 залізничні вагони і 3 паровози, розібрано 53 кілометри залізничної колії. Тільки у вересні 1945 р. здійснено акції на залізничні станції в Олешичах (15. 09), Любачеві (20.09), Новій Греблі (23.09). Того самого часу УПА замінувала мости на шосейній дорозі Горинець — Любачів — Олешичі.
УПА довго і вперто не припиняла протидії виселенню. Лише в Любачівському повіті від 8 вересня до січня 1946 р. на ділянці залізниці Бобринець — Горинець підірвано 14 залізничних мостів, підірвано і пошкоджено 3 паровози, спалено 3 залізничні станції, підірвано 16 мостів на шосейних дорогах і спалено 12 населених пунктів, з яких українці вже були виселені.
Для прискорення виїзду українців до УРСР польський уряд застосовував масовий терор. У Любачеві сформовано 2 Самодіяльний батальйон внутрішніх військ під командуванням підполковника Шопінського, який у березні і квітні 1945 р. провів акції на села: Кобильниця-Руська (спалено, вбито 30 мешканців), Гораєць (спалено, вбито 173 особи), Синявка (спалено, убито 27 осіб), Люблинець-Новий і Старий (спалено, вбито 123 особи).
Виступаючи проти переселення, УПА проводила акції проти виселенських комісій та їх членів. Автомобіль переселенської комісії 28 грудня 1944 р. потрапив у засідку УПА. Згинув Гаврило Аврамович Лознюк, референт повітового уповноваженого. Повстанці захопили і забрали його з собою, пропав безвісти. Тоді ж був поранений шофер уповноваженого Карталов, а заступник районного уповноваженого Беланюк, який їхав на цій автомашині, урятувався втечею. В. Цекін, референт повітового уповноваженого, загинув 9.10. 1945 р. в Новому Селі, а його охорона втекла.
Члени переселенської комісії співпрацювали з органами польської місцевої влади, допомагаючи їм і даючи поради, як краще, ефективніше організувати виселення українців.
Але не всі поляки прихильно сприймали насильницьке виселення українців з повіту. Староста Любачівського повіту Анджей Беднаж не підтримував виселення, виїжджав у села Диків-Старий, Диків-Новий, Цівків, намовляв українців, щоб переходили на католицизм і залишалися в Польщі. Разом з віце-старостою повіту Ґуставом Владиславом були вони звинувачені в потуранні українцям, підтримці українців (до того ж вони були одружені з українками), і під час Акції «Вісла» А. Беднажа заарештовано й відіслано в концтабір у Явожно.
Уповноважений Пелипай 26 лютого 1946 р. був присутній на сесії війтів ґміни, на якій обговорювали питання виселення українців.
Розпочате 15 жовтня 1944 р. виселення українців з Польщі на Любачівщині завершилося 3 червня 1946 р. Як подано у звіті переселенської комісії, із Закерзоння за час проведення акції виселення депортовано 122 622 родини, 482 880 осіб, зокрема з Любачівщини — 9951 родина, 43 172 особи (виселення з ґмін Любачівського повіту подано в таблиці).
| Назва ґміни     | Кількість українців на початок виселення | Кількість українців на початок виселення | Переселено на 3 червня 1946 року | Переселено на 3 червня 1946 року |
| --------------- | ---------------------------------------- | ---------------------------------------- | -------------------------------- | -------------------------------- |
| Назва ґміни     | Родин                                    | Осіб                                     | Родин                            | Осіб                             |
| Любачів (місто) | 697                                      | 2369                                     | 667                              | 2234                             |
| Любачів (село)  | 931                                      | 4322                                     | 833                              | 3888                             |
| Чесанів (місто) | 118                                      | 403                                      | 112                              | 376                              |
| Чесанів (село)  | 1401                                     | 6321                                     | 1280                             | 5889                             |
| Олешичі         | 164                                      | 592                                      | 138                              | 480                              |
| Олешичі-Старі   | 978                                      | 4094                                     | 919                              | 3832                             |
| Горинець        | 1789                                     | 8063                                     | 1709                             | 7724                             |
| Великі Очі      | 850                                      | 3905                                     | 691                              | 3212                             |
| Диків-Старий    | 1035                                     | 4617                                     | 862                              | 3871                             |
| Лисі Ями        | 1569                                     | 6657                                     | 1445                             | 6108                             |
| Плазів          | 537                                      | 2508                                     | 521                              | 2442                             |
| Наріль          |                                          |                                          |                                  |                                  |
| Разом           | 10291                                    | 44770                                    | 9348                             | 40787                            |

Переселенці до УРСР довго перебували на залізничних станціях, по два тижні і більше, нерідко просто неба, незважаючи на негоду. А коли прибували на місця, то обіцяні хати по виселених поляках дісталися не всім, як і не всі отримали компенсацію за залишене на території Польщі майно. Однак з часом люди пристосовувалися. Тяжкою працею в колгоспах почали заробляти на життя і будувати його вже цілком по-іншому.
Депортовані до УРСР українці з Любачівського повіту в більшості оселилися в західних областях України — Тернопільській, Івано-Франківській, Львівській. Декого доля закинула й у східні області України, хтось попав у Сибір. Працювали в колгоспах, і рідко кому з молодих вдавалося улаштуватись на роботу на державні підприємства й установи. Юні потяглися до освіти, закінчували загальні середні, спеціальні середні і вищі навчальні заклади, здобували професії вчителів, інженерів, економістів, бухгалтерів і пристосовувалися до радянського життя. Їхні діти й онуки, живучи на новій землі, не знали часто, звідки походять їхні батьки і діди…